# Lamothe, Landes
Lamothe är en kommun i departementet Landes i regionen Nouvelle-Aquitaine i sydvästra Frankrike. Kommunen ligger i kantonen Tartas-Est som tillhör arrondissementet Dax. År 2022 hade Lamothe 305 invånare.

## Befolkningsutveckling
Antalet invånare i kommunen Lamothe
Referens:INSEE